# Communes de la province de Côme
- Haut – A
- B
- C
- D
- E
- F
- G
- H
- I
- J
- K
- L
- M
- N
- O
- P
- Q
- R
- S
- T
- U
- V
- W
- X
- Y
- Z

## A
- Albavilla
- Albese con Cassano
- Albiolo
- Alserio
- Alzate Brianza
- Anzano del Parco
- Appiano Gentile
- Argegno
- Arosio
- Asso

## B
- Barni
- Bellagio
- Bene Lario
- Beregazzo con Figliaro
- Binago
- Bizzarone
- Blessagno
- Blevio
- Bregnano
- Brenna
- Brienno
- Brunate
- Bulgarograsso

## C
- Cabiate
- Cadorago
- Caglio
- Cagno
- Campione d'Italia
- Cantù
- Canzo
- Capiago Intimiano
- Carate Urio
- Carbonate
- Carimate
- Carlazzo
- Carugo
- Casasco d'Intelvi
- Caslino d'Erba
- Casnate con Bernate
- Cassina Rizzardi
- Castelmarte
- Castelnuovo Bozzente
- Castiglione d'Intelvi
- Cavallasca
- Cavargna
- Cerano d'Intelvi
- Cermenate
- Cernobbio
- Cirimido
- Civenna
- Claino con Osteno
- Colonno
- Côme
- Consiglio di Rumo
- Corrido
- Cremia
- Cucciago
- Cusino

## D
- Dizzasco
- Domaso
- Dongo
- Dosso del Liro
- Drezzo

## E
- Erba
- Eupilio

## F
- Faggeto Lario
- Faloppio
- Fenegrò
- Figino Serenza
- Fino Mornasco

## G
- Garzeno
- Gera Lario
- Germasino
- Gironico
- Grandate
- Grandola ed Uniti
- Gravedona
- Griante
- Guanzate

## I
- Inverigo

## L
- Laglio
- Laino
- Lambrugo
- Lanzo d'Intelvi
- Lasnigo
- Lenno
- Lezzeno
- Limido Comasco
- Lipomo
- Livo
- Locate Varesino
- Lomazzo
- Longone al Segrino
- Luisago
- Lurago Marinone
- Lurago d'Erba
- Lurate Caccivio

## M
- Magreglio
- Mariano Comense
- Maslianico
- Menaggio
- Merone
- Mezzegra
- Moltrasio
- Monguzzo
- Montano Lucino
- Montemezzo
- Montorfano
- Mozzate
- Musso

## N
- Nesso
- Novedrate

## O
- Olgiate Comasco
- Oltrona di San Mamette
- Orsenigo
- Ossuccio

## P
- Parè
- Peglio
- Pellio Intelvi
- Pianello del Lario
- Pigra
- Plesio
- Pognana Lario
- Ponna
- Ponte Lambro
- Porlezza
- Proserpio
- Pusiano

## R
- Ramponio Verna
- Rezzago
- Rodero
- Ronago
- Rovellasca
- Rovello Porro

## S
- Sala Comacina
- San Bartolomeo Val Cavargna
- San Fedele Intelvi
- San Fermo della Battaglia
- San Nazzaro Val Cavargna
- San Siro
- Schignano
- Senna Comasco
- Solbiate
- Sorico
- Sormano
- Stazzona

## T
- Tavernerio
- Torno
- Tremezzo
- Trezzone
- Turate

## U
- Uggiate-Trevano

## V
- Val Rezzo
- Valbrona
- Valmorea
- Valsolda
- Veleso
- Veniano
- Vercana
- Vertemate con Minoprio
- Villa Guardia

## Z
- Zelbio